# Чого не гоїть огонь
Чого не гоїть огонь — роман українського письменника Уласа Самчука, написаний у 1948—1958 роках у Торонто та опублікований у Нью-Йорку  у 1959 році видавництвом «Вісник». Він  є одним з перших творів, в якому висвітлюється боротьба УПА за незалежність України.

## Сюжет
Події роману відбуваються на теренах України під час Другої світової війни. 
Уродженець Дерманя Яків Балаба, мобілізований до РСЧА, у Рівному підпадає під бомбардування німецьких літаків та отримує поранення, через що залишається у місті. 
Невдовзі Рівне займають німецькі війська, радо зустрінуті місцевими мешканцями, які бачать в них визволителів від радянської влади. 
Яків знаходить собі справу в Українському Червоному Хресті. Там він зустрічає колишнього полковника армії УНР Ступницького, який, враховуючи знання Якова німецької та досвід військової служби у польській армії, пропонує йому посаду перекладача. По знайомстві із німецьким керівництвом, Яків отримує чин «капітана», майже відразу «майора» та посаду вишкільного інструктора. 
Він мешкає у будинку єврейської родини Зільберів, які хвилюються через наказ німецької влади з’явитися до влаштованого гетто. Зільбери спочатку переховуються в будинку у льосі, а потім їдуть до гетто. За згодою батьків, у будинку залишається молодша донька на ім’я Шприндзя, яка розповідає Якову про великі родинні статки. Вона намагається переконати його скористатися ними та виїхати із нею через Німеччину та Швейцарію до США. 
Яків, який від німців дізнається про їх бачення майбутнього України, яку планується територіально розчленувати а населення поступово знищити, вагається, але подає запит на виїзд до Німеччини.
На одній з вечірок він закохується у Віру Ясну, свою нову знайому, яку зустрічає у компанії німецьких офіцерів. В подальшому вона влаштовує йому зустрічі із підпіллям українських націоналістів, але він скептично ставиться до їх ідей і запропонованих методів боротьби. 
Незабаром Якова арештовують та декілька місяців тримають у тюрмі «для німців». Зрештою його відправляють на примусові роботи до Німеччини, але у Здолбунові він разом із кількома товаришами втікає з потягу.
Взявши псевдо «Троян», Яків створює партизанський загін, який розташовується поблизу Дерманя. Під час комплектування та навчання бійців, Яків отримує пропозиції від різних партій та командирів інших загонів, але, не довіряючи нікому, залишається осторонь.
Проте він ступає до боротьби та в районі Янової Долини знешкоджує спеціальний загін Червоної армії, взявши в полон його командирів. Від Віри, яка виявляється радянською розвідницею, Трояну стає відомо, що генерал Батутін дав слово знищити його загін, зневажливо висловлюючись про українців. Але все відбувається навпаки: Троян із своїм штабом планує та успішно здійснює операцію, в ході якої ліквідовує Батутіна.
Також під час однієї із зустрічей, Віра переказує Трояну, що насправді є його давньою подругою Павліною, яка у дитинстві переїхала з родиною з Дерманя до іншого місця. Вона не сприймає ідеї незалежної України, але, кохаючи Трояна, поважає його вибір. Згодом Троян дізнається про її вагітність та радить їй виїхати на Захід, обіцяючи пізніше відшукати її. 
Його загін стає частиною створеної Української Повстанської Армії, успішно воює з мадярами та німцями, стримує наступ радянських військ. Та зрештою він разом із побратимами гине в бою проти значно переважаючих радянських військ. 

## Сприйняття
На думку кандидата філологічних наук, літературознавця Івана Немченка, «Чого не гоїть огонь» – це роман ідей, насичений змістовними дискусіями, суперечками, в ході яких головні герої висловлюють свої погляди та переконання, бачення сучасних і минулих подій.